# داريل سوتش
داريل سوتش (من مواليد 11 سبتمبر 1971) لاعب كرة قدم إنجليزي محترف سابق لعب كمدافع
قضى معظم مسيرته مع نورويتش سيتي ، حيث لعب 302 مباراة بالدوري مع النادي مع عدة مواسم قضاها في الدوري الإنجليزي الممتاز . كما لعب في كأس الاتحاد الأوروبي. لعب لفترة وجيزة في دوري كرة القدم مع ساوثيند يونايتد قبل أن يعتزل بعد فترة مع فريق بوسطن يونايتد .

## المسيرة الكروية
صعد سوتش الى النادي الاول عبر نظام الشباب للنادي. وظهر لأول مرة مع الفريق في أكتوبر 1990 في ملعب كارو رود في مباراة كأس رابطة الأندية ضد واتفورد . بدأ سوتش مسيرته كلاعب خط وسط ، لكن مع استمرار مسيرته ، لعب في الدفاع وكان ظهيرًا في المواسم الاخيرة مع نورويتش. آخر ظهور له مع النادي جاء في نهاية موسم 2001-2002 ، عندما دخل كبديل في نهائي ملحق القسم الأول ضد برمنغهام سيتي على ملعب الألفية في كارديف. وخسر نورويتش المباراة بركلات الترجيح وكان سوتش ، إلى جانب فيليب مولرين ، لاعبي نورويتش اللذين غابا عن ركلات الترجيح.  شهدت بداية الموسم التالي خروج سوتش من الصورة الأولى للفريق وتم إنهاء عقده من قبل المدرب نايجل ورثينجتون في يناير 2003.
بعد رحيله من نورويتش ، لعب سوتش لفترة وجيزة مع ساوثيند يونايتد وبوسطن يونايتد. بعد ذلك ، لعب في سلسلة من الفرق المحلية في نورفولك .

## الحياة الشخصية
سوتش عضو في Norwich City FC Hall of Fame وحصل على مباراة وداعية ضد AZ Alkmaar في 1999. بحلول عام 2013 ، كان يعمل كوكيل عقارات في نورويتش. 

## روابط خارجية
- داريل سوتش على Soccerbase
- Career information at ex-canaries.co.uk